# Quai de la Corse-Pasquale Paoli
Der Quai de la Corse – Pasquale Paoli ist ein Kai am Nordufer der Île de la Cité im 4. Arrondissement von Paris.

## Lage
Die Straße verläuft vom Pont d’Arcole zur Pont au Change. Dazwischen liegt die Pont Notre-Dame.

## Namensursprung
Der Kai ist nach dem ursprünglichen Département Korsika, wie es von 1790 bis 1976 bestand, benannt. Am 17. November 2023 wurde beschlossen, den Namen des korsischen Politikers, Philosophen und Generals Pasquale Paoli hinzuzufügen.

## Geschichte
Der Quai de la Corse entstand am 2. März 1929 durch den Zusammenschluss verschiedener Uferstraßen:
- Der Teil zwischen dem Boulevard du Palais und der Rue de la Cité wurde umbenannt.
- Ein Teil wurde im Westen dem Quai aux Fleurs, zwischen der Rue de la Cité und der Rue d’Arcole, weggenommen.

Die Kaianlage wurde zwischen 1786 und 1788 errichtet. Die ursprüngliche Planung erfolgte im Jahr 1763, als Turgot der Pariser Gemeinde zu diesem Zweck 100.000 Pfund schenkte und damit ein Projekt seines Vaters Michel-Étienne Turgot, ehemaliger Prévôt de Paris, verwirklichte. Doch die Enteignungen der Anwohner erwiesen sich als schwierig, die Spende wurde abgelehnt und die Idee aufgegeben. Die Idee wurde erst etwa 20 Jahre später wieder aufgenommen.
Die Uferstraße hieß zuerst „Quai de Breteuil“, im Jahr 1800 wurde sie in „Quai Desaix“ umbenannt, dann zwischen 1873 und 1929 in „Quai de la Cité“. Dank der zwischen 1804 und 1808 durchgeführten Arbeiten wurde sie bis zum Pont d’Arcole verlängert. Dieser zweite Abschnitt trug nacheinander die Namen „Quai Napoléon“ ab 1808, „Quai de la Cité“ ab 1816 und ein zweites Mal „Quai Napoléon“ (ab 1834), dann von 1873 bis 1929 „Quai aux Fleurs“. Dieser zweite Abschnitt wurde schließlich geteilt, um 1929 den Quai de la Corse zu ermöglichen, wobei der östliche Teil des ursprünglichen Quai aux Fleurs noch existiert.

## Sehenswürdigkeiten
- Nr. 1: Tribunal de commerce de Paris
- Nr. 19: Die Allée Célestin-Hennion umschließt den Blumen- und Vogelmarkt von Paris (Marché aux fleurs Reine-Elizabeth-II).[2]
- Nr. 25: Hier war ursprünglich der Eingang zum Hôtel-Dieu, der jedoch heute geschlossen ist. Der Eingang zu diesem Krankenhaus befindet sich auf der anderen Seite am Parvis Notre-Dame - Place Jean-Paul-II.